# 노은면
노은면(老隱面)은 대한민국 충청북도 충주시에 위치하는 면이다.

## 개요
노은면은 평택제천고속도로와 중부내륙고속도로의 북충주 나들목과 노은 분기점이 있어서 수도권 접근성이 뛰어난 지역에 위치하고 있다. 관내에는 등산객들이 많이 찾아오는 국망산과 보련산이 있으며 고도원의 아침편지로 유명한 깊은 산속 옹달샘의 명상센터가 운영중이다. 또한 문성자연휴양림과 골프장들이 위치하고 있어 여가선용에도 최적의 조건을 갖추고 있다. 노은면의 주산물은 농촌진흥청으로부터 최고 품질을 인정 받은 탑프루트 복숭아와 찹쌀이 있으며, 당도와 영양가가 높아 전국 각지의 소비자들로부터 상품의 우수성을 인정받아 인터넷 등을 통하여 점차 많은 양이 판매되고 있다.

## 연혁
- 1914년 4월 : 행정구역 통폐합으로 가흥면 일부를 편입 충주군 노은면으로 개칭
- 1956년 8월 : 충주읍의 시승격으로 중원군 노은면으로 개칭
- 1995년 1월 : 충주시, 중원군 통합에 따라 충주시 노은면으로 개칭

## 행정 구역
- 가신리(佳新里)
- 대덕리(大德里)
- 문성리(文城里)
- 법동리(法洞里)
- 수룡리(水龍里)
- 신효리(新孝里)
- 안락리(安樂里)
- 연하리(蓮河里)